# Charles Bégin
Pour les articles homonymes, voir Charles Bégin (général).
Charles Bégin (né le 5 mai 1736 et décédé le 4 novembre 1802) est un homme politique du Bas-Canada. Il a représenté Dorchester dans le Assemblée législative du Bas-Canada de 1796 à 1800.
Il est né Charles-Louis Bégin à Saint-Joseph-de-la-Pointe-Lévy, le fils de Jacques Bégin et de la Geneviève Rocheron. Bégin fut un agriculteur et l'aubergiste de la Pointe-Lévy. En 1761, il épouse Louise Samson. Il fut lucier de 1772 à 1774. En 1781, il reçut le grade de capitaine dans la milice. Bégin s'établit à Québec. Il ne s'est pas présenté pour la réélection en 1800. Il meurt à Québec à l'âge de 66 ans.
Son petit-fils Louis Lagueux et son neuveu Joseph Samson ont également siégé à l'Assemblée.